# Tampouy (Kirsi)
Pour les articles homonymes, voir Tampouy.
Tampouy est une commune rurale située dans le département de Kirsi de la province du Passoré dans la région Nord au Burkina Faso.

## Géographie
Tampouy se trouve à 7 km à l'ouest du centre de Kirsi, le chef-lieu du département, et à environ 45 km à l'est de Yako et de la route nationale 2 reliant le centre au nord du pays. La commune est traversée par la route régionale 20 qui relie Yako à Kaya en passant par Bokin.

## Santé et éducation
Tampouy accueille un centre de santé et de promotion sociale (CSPS) tandis que le centre médical avec antenne chirurgicale (CMA) de la province se trouve à Yako.